# William de Vere
William de Vere (falecido em 1198) foi bispo de Hereford e um cônego agostiniano.

## Biografia
Filho de Aubrey de Vere II e Adeliza de Clare, provavelmente o quarto de cinco filhos, e irmão de Aubrey de Vere III 1º Conde de Oxford, de Vere passou parte de sua juventude na corte do rei Henrique I da Inglaterra e sua segunda mulher, Rainha Adeliza de Leuven. Pouco se sabe sobre sua educação, mas ele recebeu ordens eclesiásticas menores antes de 1141. Ele era amigo do bispo Arnulf de Liseux e pode ter estudado em Paris.
William de Vere foi prometido a chancelaria da Inglaterra pela Imperatriz Matilda na carta de 1141 pela qual seu irmão foi feito conde, mas dados os reveses políticos e militares que ela sofreu naquele e nos anos subsequentes, não é surpreendente que não haja registro de que ele serviu como seu chanceler. Mais tarde, ele entrou na casa do Arcebispo Theobald de Bec de Canterbury (falecido em 1163). Ele serviu na casa do arcebispo com quase contemporâneos Thomas Becket e John de Salisbury na década de 1150. Theobald o enviou em missões diplomáticas à França no começo dos anos 1160. Crê-se que ele tenha servido brevemente como cônego secular de St. Paul's, Londres, por volta de 1163, mas William de Vere pode ter sido membro de uma família Ver não aparentada associada ao bispo de Londres no Domesday Book. Guilherme tornou-se cônego agostiniano no Priorado de São Osyth em Chich, Essex, pois desse mosteiro foi recrutado em 1177 pelo rei Henrique II para supervisionar a reconstrução da Abadia de Waltham em Essex para abrigar um canonismo agostiniano. Seu nome é um dos dois listados nas listas de Pipe como recebedores de dinheiro para esse projeto.